# Reflex digitale a obiettivo singolo

Fotocamera digitale di tipo reflex

La reflex digitale a obiettivo singolo, o Digital Single-Lens Reflex (DSLR) è una fotocamera digitale SLR che impiega un sensore al posto della pellicola convenzionale, mentre sono inalterate le caratteristiche base dell'apparecchio SLR.

## Storia
Nel 1969 Willard S. Boyle e George E. Smith realizzarono con successo la prima tecnologia di imaging digitale: il sensore CCD, che permetterà il rapido sviluppo della fotografia digitale. Per il loro contributo alla fotografia digitale, Boyle e Smith hanno ricevuto il premio Nobel per la fisica nel 2009.
Nel 1999, Nikon ha annunciato la Nikon D1, la prima SLR digitale per uso professionale. Il corpo della D1 è simile a quello proposto per apparecchi professionali a pellicola di Nikon e aveva lo stesso supporto alle ottiche Nikkor, consentendo di utilizzare la linea esistente di obiettivi Nikon.

## Caratteristiche

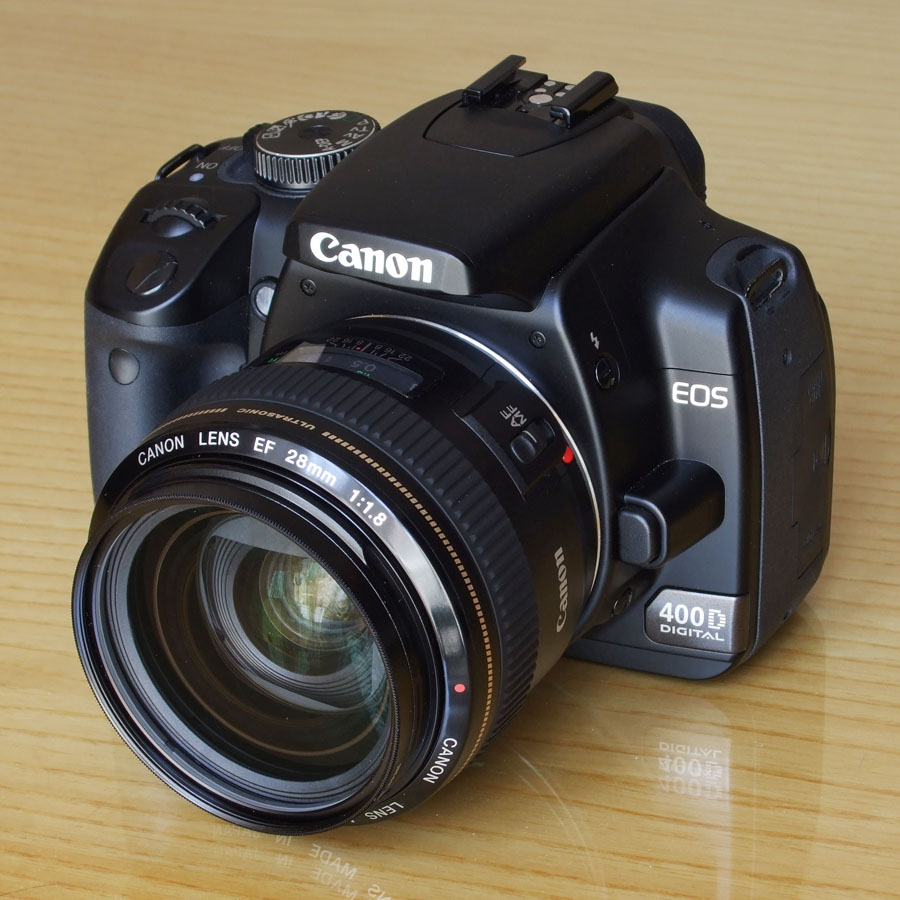
Una DSLR di fascia medio-bassa: Canon EOS 400D

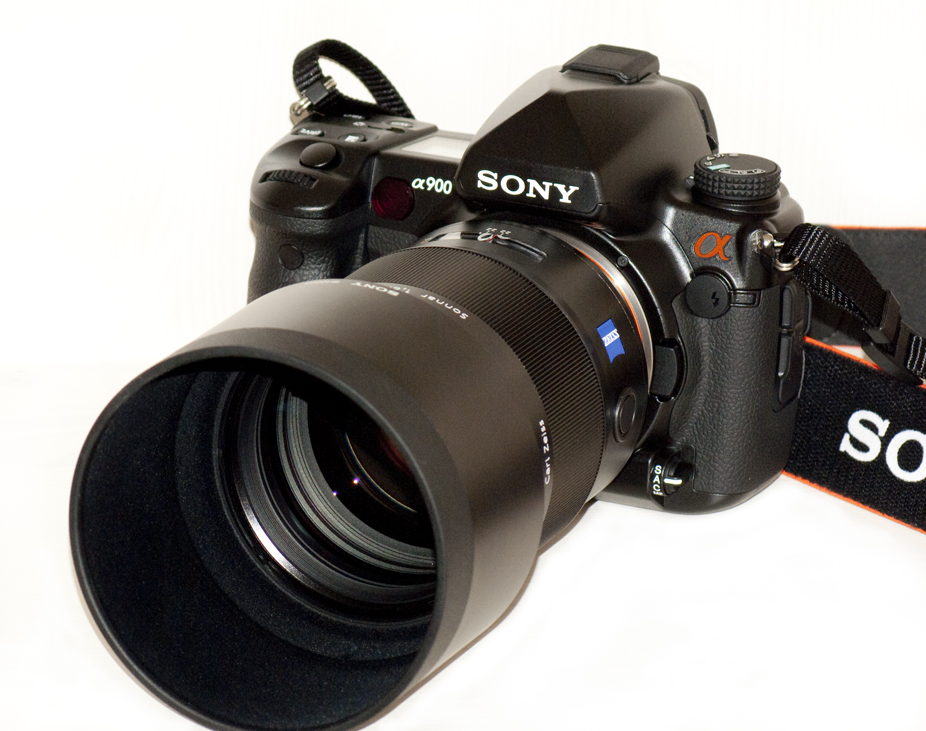
Una DSLR professionale a pieno formato: Sony Alpha 900

Nelle DSLR attualmente si utilizzano sensori CCD oppure CMOS; alcune DSLR di fascia alta hanno un sensore con dimensioni definite full frame pari al fotogramma tradizionale 36 × 24 mm.
Se il sensore ha dimensioni inferiori al formato Leica, verrà catturata solo la porzione centrale dell'immagine che sarà così "ritagliata" e di conseguenza risulterà ingrandita. Questo rapporto di ingrandimento è normalmente indicato da un fattore, detto fattore di crop, caratteristico per un determinato formato di sensore. Il fatto di catturare solo la porzione centrale dell'immagine è positivo in quanto si utilizza solo la porzione centrale delle lenti dell'obiettivo, che normalmente ha minori aberrazioni della zona periferica.